# گرهارت نویمان
گرهارت نویمان (انگلیسی: Gerhard Neumann؛ ۸ اکتبر ۱۹۱۷ – ۲ نوامبر ۱۹۹۷) مهندس اهل آلمان و یکی از مدیران جی‌ایی اوییشن آمریکا بود.
او که در آلمان متولد و بزرگ شد، اندکی قبل از جنگ جهانی دوم به چین رفت و در آنجا مکانیک هواپیما برای نیروی هوایی ارتش ایالات متحده شد. او طبق قانون کنگره به عنوان یک شهروند آمریکایی تابعیت امریکا دریافت کرد و در صنعت هوافضا مشغول به کار شد.

## مبتکر موتور جت
در مارس 1948، نویمان به عنوان مهندس آزمایشی برای بخش توربین گاز جنرال الکتریک، واقع در لین، ماساچوست، شروع به کار کرد. او در آنجا نوآوری های زیادی را در طراحی موتور جت انجام داد، که شامل ارتقای کمپرسور استاتور متغیر برای موتور جت J79 بود که به هواپیماهایی مانند F-104  و فانتوم اجازه می داد به سرعت 2 ماخ برسند. تیم توسعه (نویمان، نیل برگس و کلارنس ال. جانسون از لاکهید) در سال 1958 جایزه Collier را دریافت کردند. به عنوان معاون رئیس جمهور در جنرال الکتریک، او جنگنده های مختلف جت را در طول دهه 1960 خلبانی کرد تا شخصاً درک کند که موتورها در هنگام پرواز چگونه رفتار می کنند و چگونه رفتار می کنند. آنچه خلبانان از آنها می خواستند.
یک موفقیت بزرگ برای جنرال الکتریک، هدایت او در طراحی و توسعه موتورهای جت توربوفن بای پس بالا (یا به سادگی 'فن جت') بود که اکنون بزرگترین هواپیماهای باری تجاری و نظامی را تامین می کند. اینها عبارتند از TF39، CF6، و (در همکاری 50/50 با SNECMA) CFM56.
نیومن پس از 32 سال خدمت در 1 ژانویه 1980 از جنرال الکتریک بازنشسته شد. او در دوران بازنشستگی فعال بود تا اینکه به سرطان خون مبتلا شد و در 2 نوامبر 1997 درگذشت.